# 60 mm moździerz LM-60
LM-60 – polski lekki moździerz kalibru 60 mm zaprojektowany w latach 90 XX wieku w Ośrodku Badawczo Rozwojowym Sprzętu Mechanicznego w Tarnowie, przyjęty na uzbrojenie Wojska Polskiego. Produkowany w dwóch wersjach: podstawowej LM-60D i lżejszej LM-60K („komandoskiej”).

## Historia
Pracę nad lekkimi moździerzami rozpoczęły się w Polsce na początku lat 90 XX wieku i prowadziły je równolegle Huta Stalowa Wola wraz z Wojskowym Instytutem Technicznym Uzbrojenia oraz Ośrodek Badawczo Rozwojowy Sprzętu Mechanicznego (OBR SM) w Tarnowie. W OBR SM prace rozpoczęto w 1991 roku, w zespole kierowanym przez dr. inż. Tadeusza Świętka. Oprócz podstawowej wersji LM-60D (od „dalekonośna”) na dwójnogu, dla poddziałów zmechanizowanych, zmotoryzowanych i piechoty górskiej, opracowano wersję „komandoską” LM-60K dla jednostek specjalnych i powietrznodesantowych. Amunicja została skonstruowana w tym czasie przez WITU, co doprowadziło do ustalenia kalibru moździerza na 60 mm. Badania kwalifikacyjne prowadzono w latach 1994–1996. Moździerz z Tarnowa został zakwalifikowany do produkcji seryjnej i w 1998 roku wojsko zamówiło partię wdrożeniową 6 sztuk LM-60D oraz 3 LM-60K. 2 sierpnia 2000 roku rozkazem Szefa Sztabu Generalnego moździerz LM-60D/K został przyjęty na wyposażenie SZ RP. 

## LM-60D
Moździerze LM-60D występują na szczeblu plutonu i kompanii, zastępując stare moździerze kalibru 82 mm. Między innymi weszły na uzbrojenie drużyn moździerzy w plutonach zmotoryzowanych na kołowych bojowych wozach piechoty Rosomak. Przewożone tam są po jednym przez jednego Rosomaka plutonu, a obsadę stanowi dwóch żołnierzy. Zastąpiły też moździerze 82 mm w baterii artylerii mieszanej 25. Brygady Kawalerii Powietrznej (9 moździerzy). Dostawy moździerzy LM-60D trwały do 2017 roku. Do tego roku dostarczono ponad 500 sztuk. W 2017 roku moździerze LM-60D zostały w jednostkach aeromobilnych (25 BKPow i 6 BPD) zastąpione przez lepiej spełniające wymagania lekkie czeskie moździerze Antos.
Dla celów eksportowych, Zakłady Mechaniczne „Tarnów”, które przejęły OBR SM w Tarnowie, opracowały w 2014 roku moździerz LM-61D z lufą kalibru 60,7 mm i długości 1000 mm, a w 2017 roku moździerz tego kalibru o konstrukcji modułowej LM-61M.

## Konstrukcja
60 mm lekki moździerz LM-60D składa się z:
1. Zespołu lufy
2. Płyty oporowej
3. Zespołu dwójnoga
4. Celownika MPM-44

Moździerz przeznaczony jest do wsparcia pododdziałów piechoty, jednostek aeromobilnych, kawalerii powietrznej, piechoty zmechanizowanej i piechoty górskiej, niszczenia siły żywej oraz środków ogniowych przeciwnika. Ogień można prowadzić zarówno w terenie otwartym, jak również i zurbanizowanym. LM-60D ładowany jest odprzodowo, ręcznie. Moździerz posiada gładkościenną stalową lufę z zamkiem ze stałą iglicą (masa lufy z zamkiem 6 kg). Lufa przymocowana jest do płyty oporowej (o masie 4,2 kg) za pomocą zawiasu kulkowego, lufa podparta jest dwójnogiem (o masie 7,2 kg) z mechanizmem podniesienia i celownikiem optycznym MPM-44 o masie 0,82 kg. Kaliber lufy wynosi 60 mm, granatu – 59,4 mm. Dzięki dużej wytrzymałości lufy, można oddać z moździerza 40 strzałów ogniem ciągłym. LM-60D obsługiwany jest według zaleceń producenta przez trzech żołnierzy (w praktyce dwóch).

## Amunicja
| Nazwa pocisku | typ                              | waga     |
| ------------- | -------------------------------- | -------- |
| O-LM60        | Odłamkowy                        | 2kg      |
| D-LM60        | Dymny                            | 1,85 kg  |
| Z-LM60        | zapalający                       | 1,85 kg  |
| S-LM60        | oświetlający                     | 2,195 kg |
| O-LM60C       | ćwiczebny                        | 2 kg     |
| LM-PC         | ćwiczebny z nabojem wskaźnikowym | 2,26 kg  |

Podstawowy granat O-LM60 przewyższa masą analogiczne zagraniczne pociski i cechuje się dużą gęstością pokrycia odłamkami. Między materiałem wybuchowym (trotylem) a skorupą, fragmentującą na ok. 300 odłamków, znajduje się 1500 kulek stalowych o średnicy 4 mm, zatopionych w tworzywie sztucznym, które zwiększają efekt odłamkowy. Amunicja ta nie jest jednak kompatybilna z amunicją standardu NATO (moździerzy kalibru 60,7 mm).

## LM-60K „Commando”
Odmiana LM-60K („komandoska”) została zaprojektowana dla sił specjalnych oraz jako dodatkowe wyposażenie pojazdów. Weszła na wyposażenie jednostek rozpoznawczych i specjalnych Sił Zbrojnych RP (m.in. GROM) oraz jako dodatkowe wyposażenie w pojazdach rozpoznawczych BRDM-2 M96/M97 „Żbik”.
Moździerz LM-60K ma lufę stalową z zamkiem, mocowaną na sztywno do płyty oporowej. Takie rozwiązanie umożliwia strzelanie z kątami podniesienia od 5 do 85°. Celowanie prowadzone jest „z ręki” – kierunek ustala się zgrywając oś lufy z celem, natomiast podniesienie odsługiwane jest za pomocą celownika grawitacyjnego – umożliwia to strzelanie torami płaskimi. Moździerz LM-60K może być przenoszony i obsługiwany przez jednego żołnierza.
Oprócz wersji standardowej LM-60K, stworzono także wersję z lufą wykonaną z aluminium (wzmocnioną oplotem z włókna węglowego i kevlaru). Jej oznaczenie to LM-60KC.
W 2000 roku dwa LM-60K podarowano Litwie.
W polskiej służbie moździerz LM-60K był następnie zastępowany przez czeski moździerz 60 mm moździerz LRM vz. 99 ANTOS.